# Proton Persona
Proton Persona — серия компактных и субкомпактных переднеприводных легковых автомобилей среднего класса, выпускающихся малайзийской компанией Proton Edar Sdr Holding с ноября 1993 года в трёх поколениях.

## Первое поколение (1993—2007)
Модели Proton Persona первого поколения (C95, C96, C97, C98, C99) впервые были представлены в Великобритании в ноябре 1993 года. Изначально в семейство входили 4-дверный седан и 5-дверный хетчбэк. В ноябре 1995 года в семейство Persona вошла модель Compact, а в 1997 году в семейство вошёл двухдверный автомобиль с кузовом купе. В 2001 году завершилось производство автомобиля с кузовом купе. Зимой 2004 года на смену Proton Wira пришёл Proton GEN•2. Официально производство первого поколения Proton Persona завершилось в 2007 году.

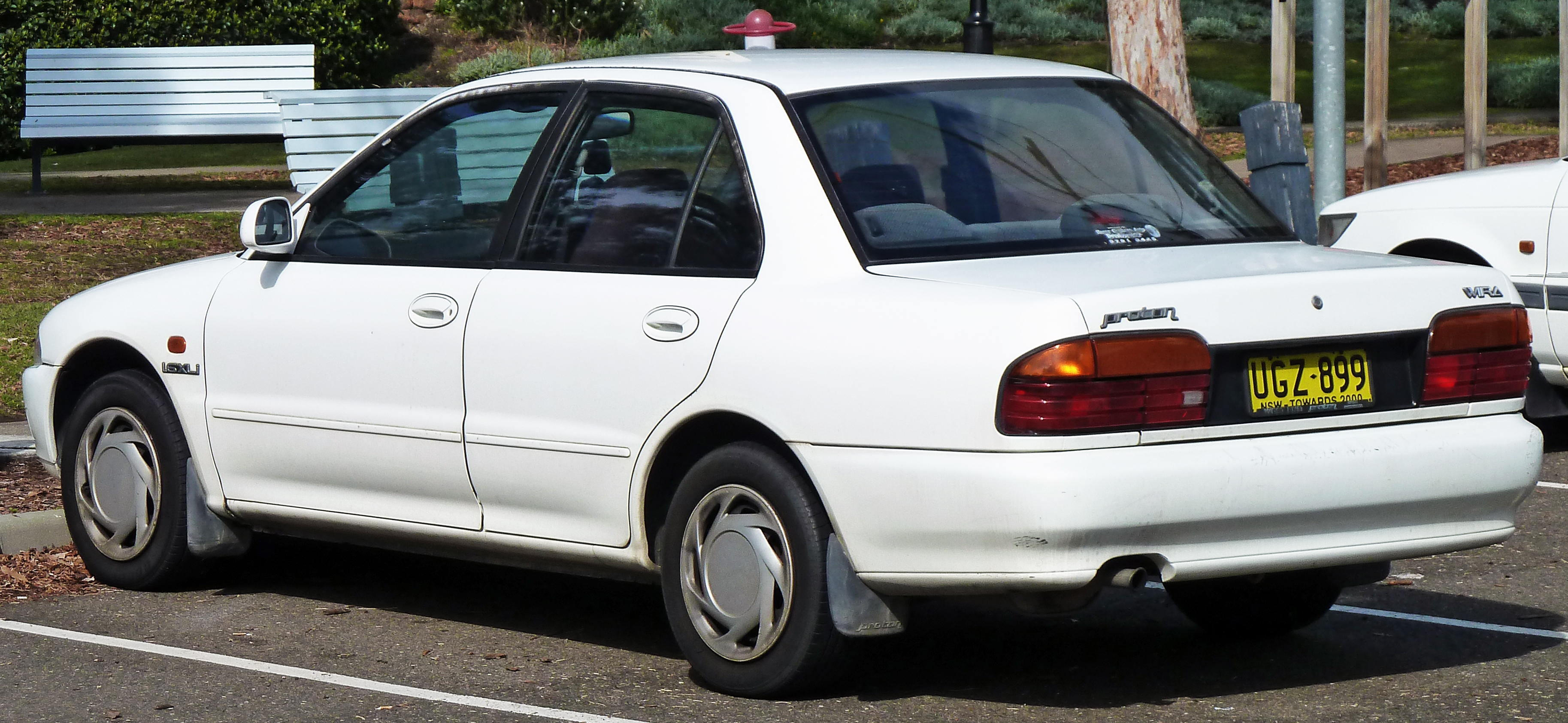
Белый Proton Wira (C90) (вид сзади)
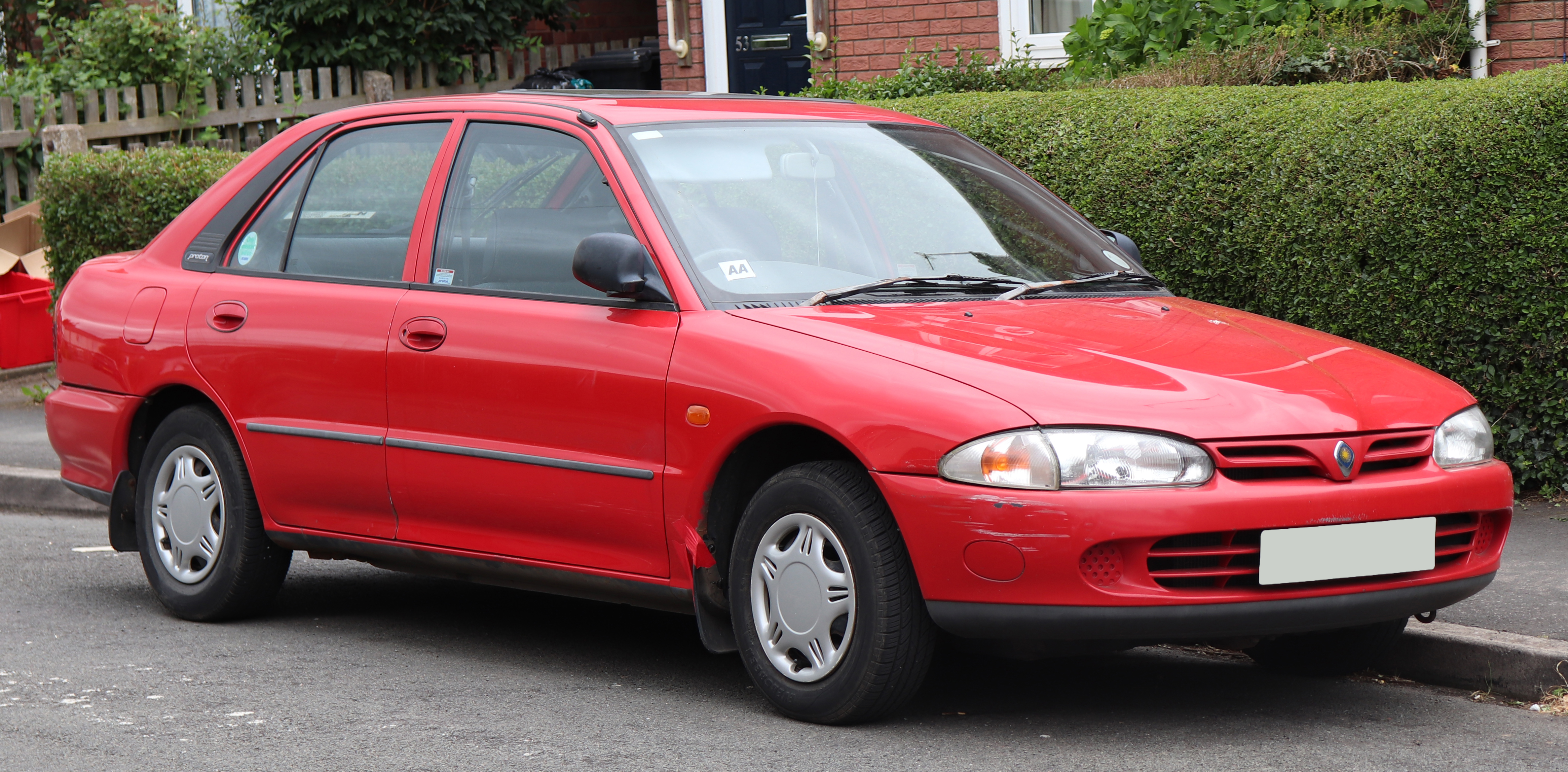
Красный Proton Wira Aeroback (вид спереди)
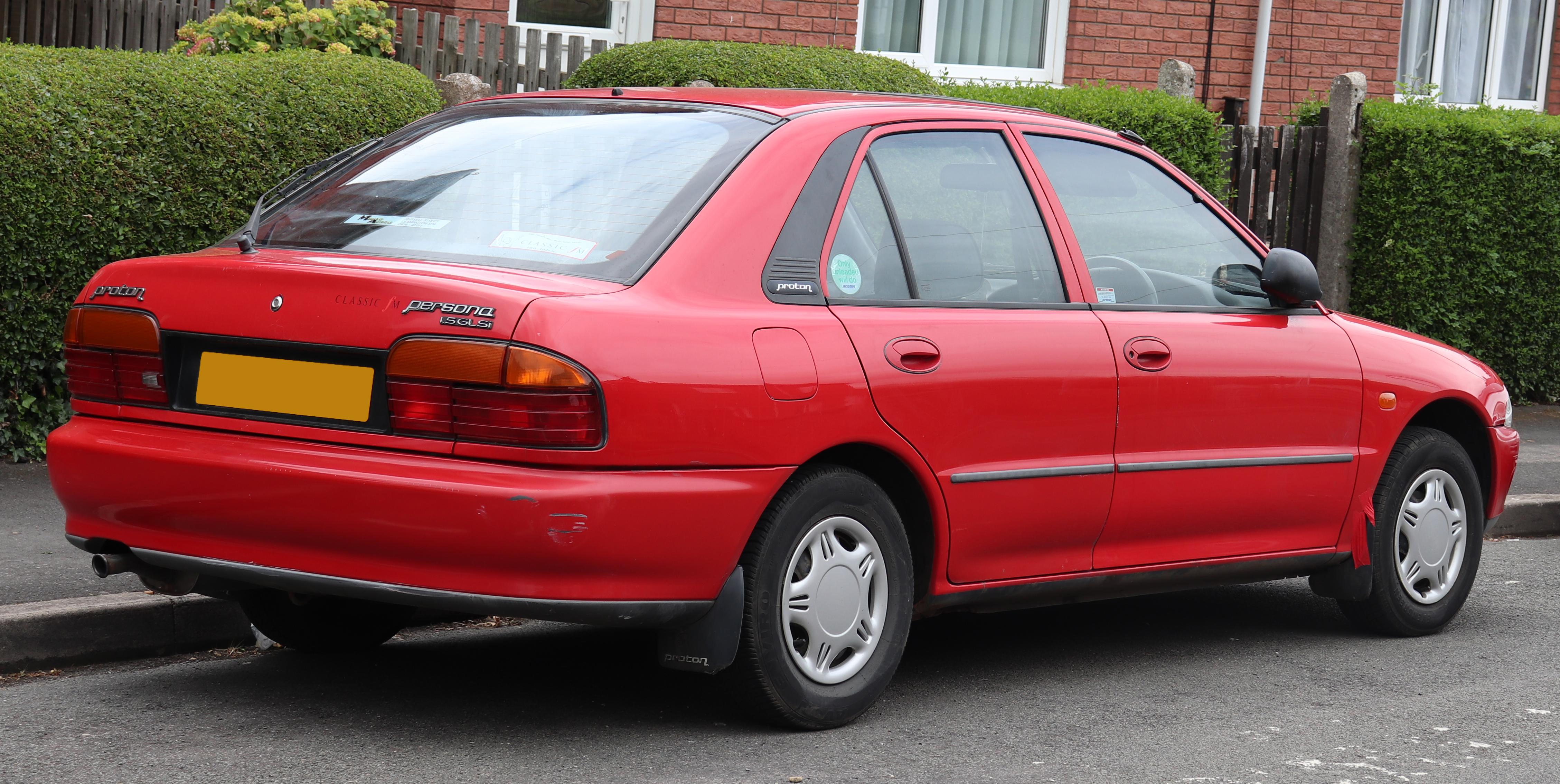
Красный Proton Wira Aeroback (вид сзади)
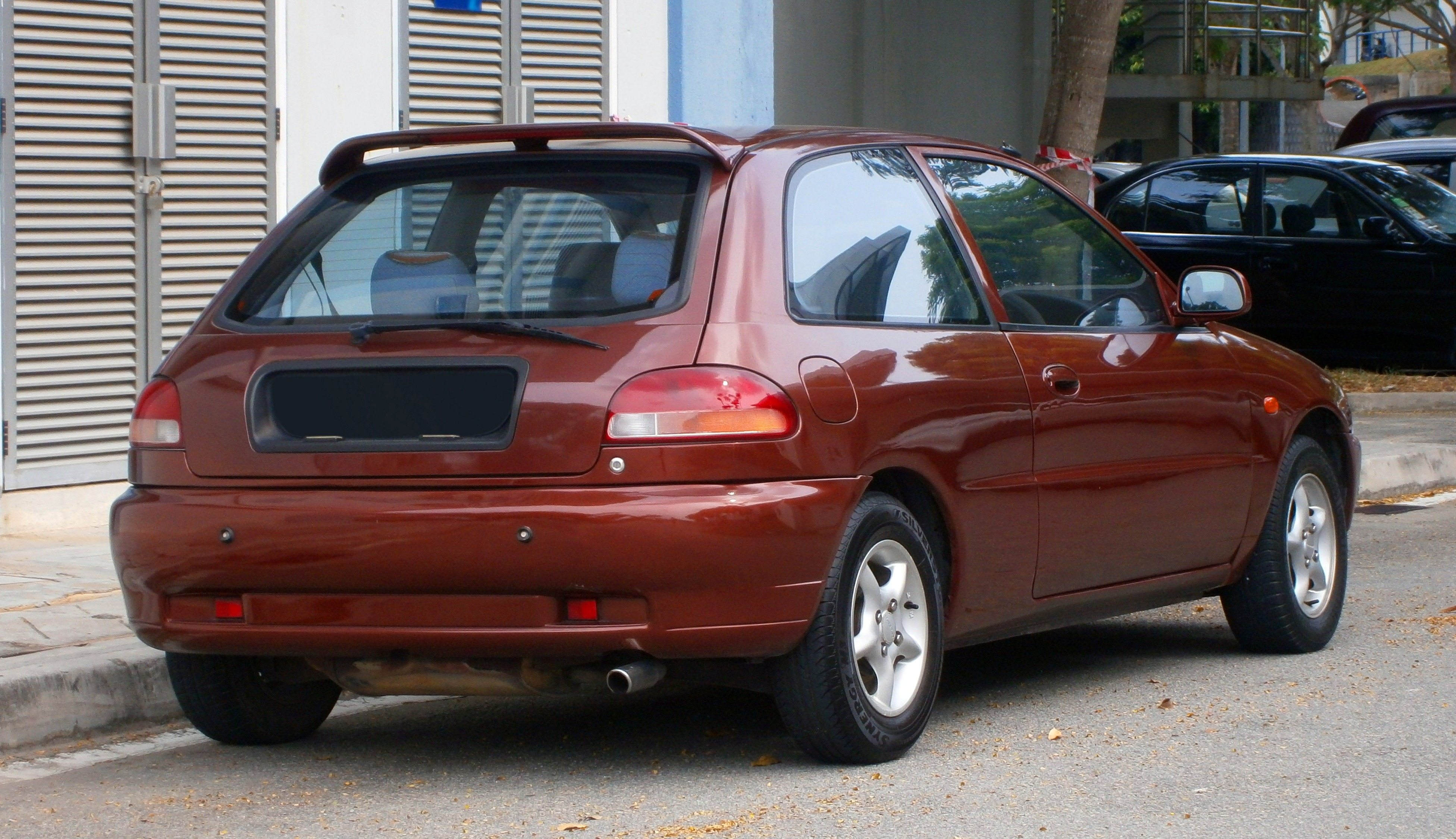
Proton Persona Compact
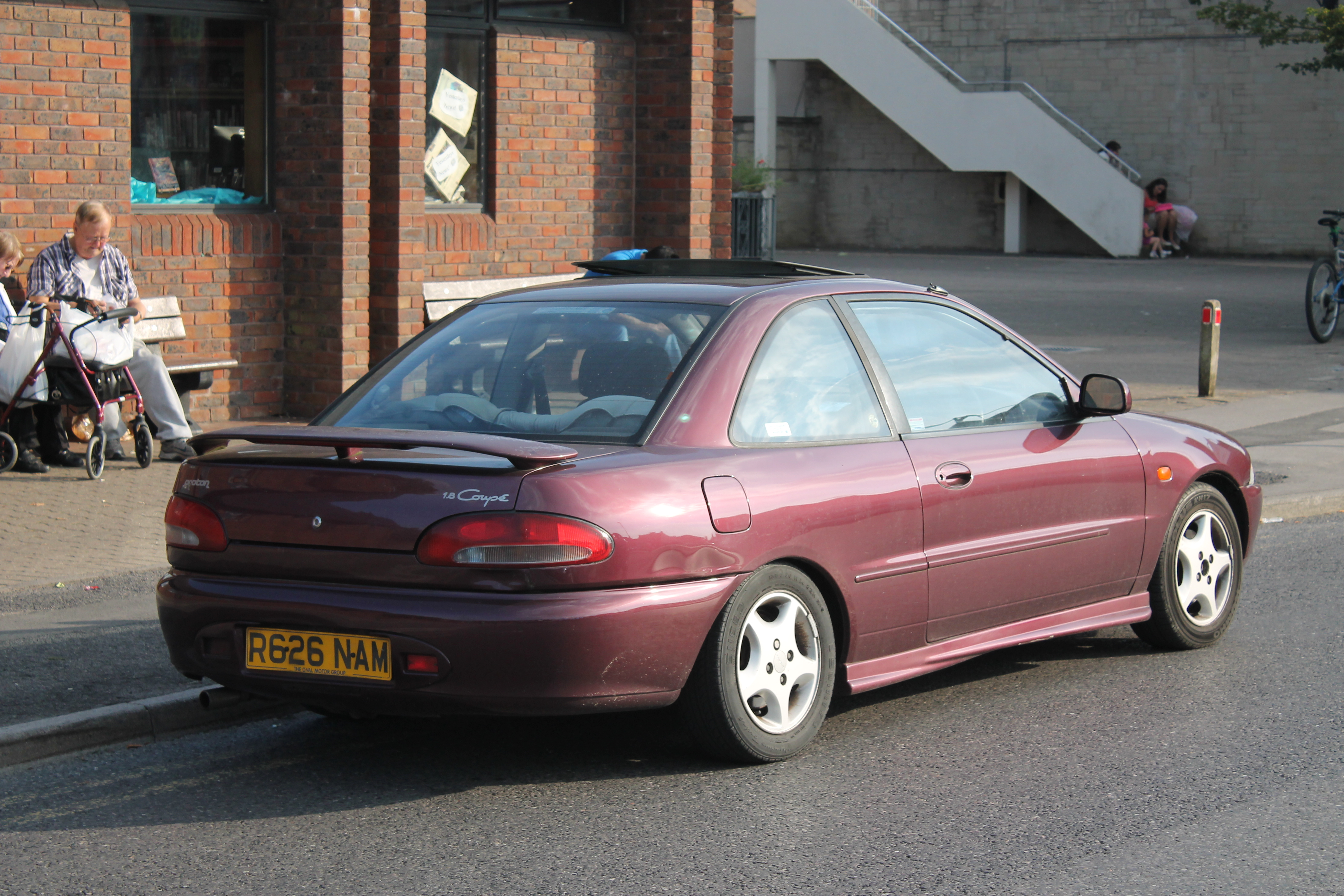
Proton Persona Coupé

## Второе поколение (2007—2016)

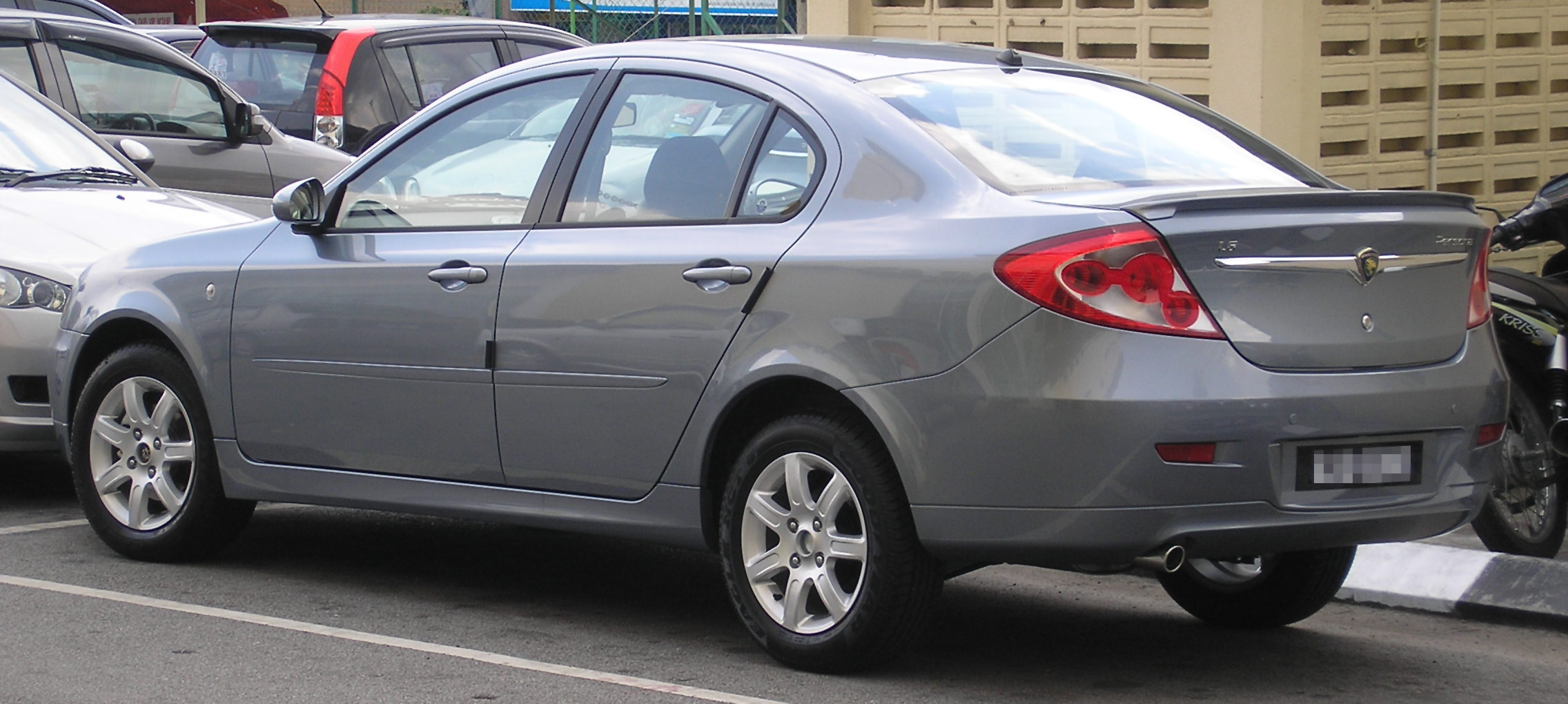
Proton Persona (CM) (2007—2010)

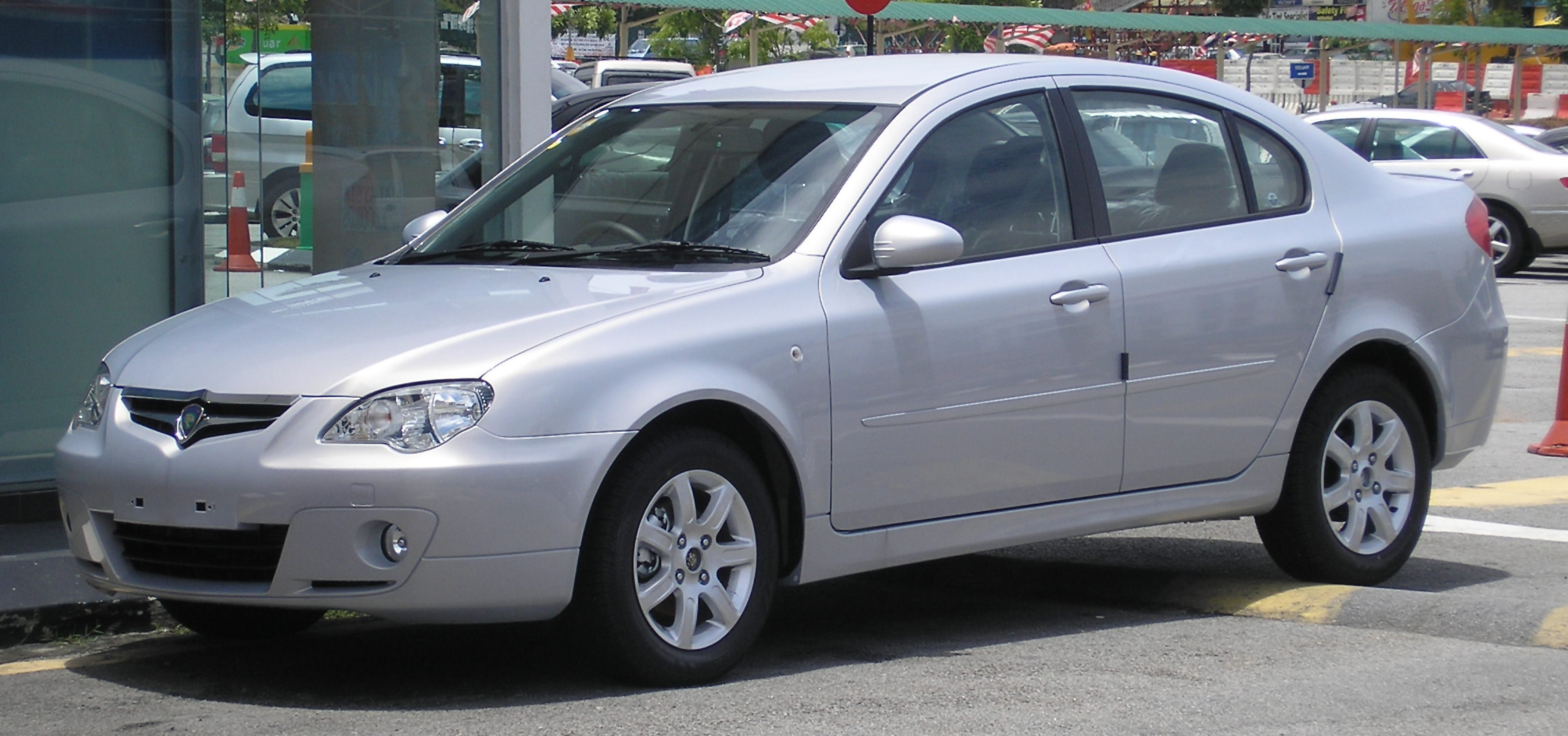
Proton Persona (CM) (2010—2016)

15 августа 2007 года стартовало серийное производство моделей Proton Persona второго поколения под индексом CM6 на платформе Proton GEN•2. Долгое время автомобили оснащались 1,6-литровым двигателем внутреннего сгорания CamPro S4PH. Позднее автомобили оснащались двигателем внутреннего сгорания CamPro IAFM. До начала производства Proton Prevé было произведено 40000 автомобилей.
26 августа 2008 года был налажен серийный выпуск автомобилей премиум-класса Proton Persona SE. В марте 2010 года автомобиль Proton Persona CM прошёл фейслифтинг и получил название Proton Persona Elegance.
В ноябре 2013 года был налажен серийный выпуск автомобилей Proton Persona SV с дисковыми тормозами и двумя подушками безопасности. Производство завершилось в 2016 году.

## Третье поколение (2016—настоящее время)

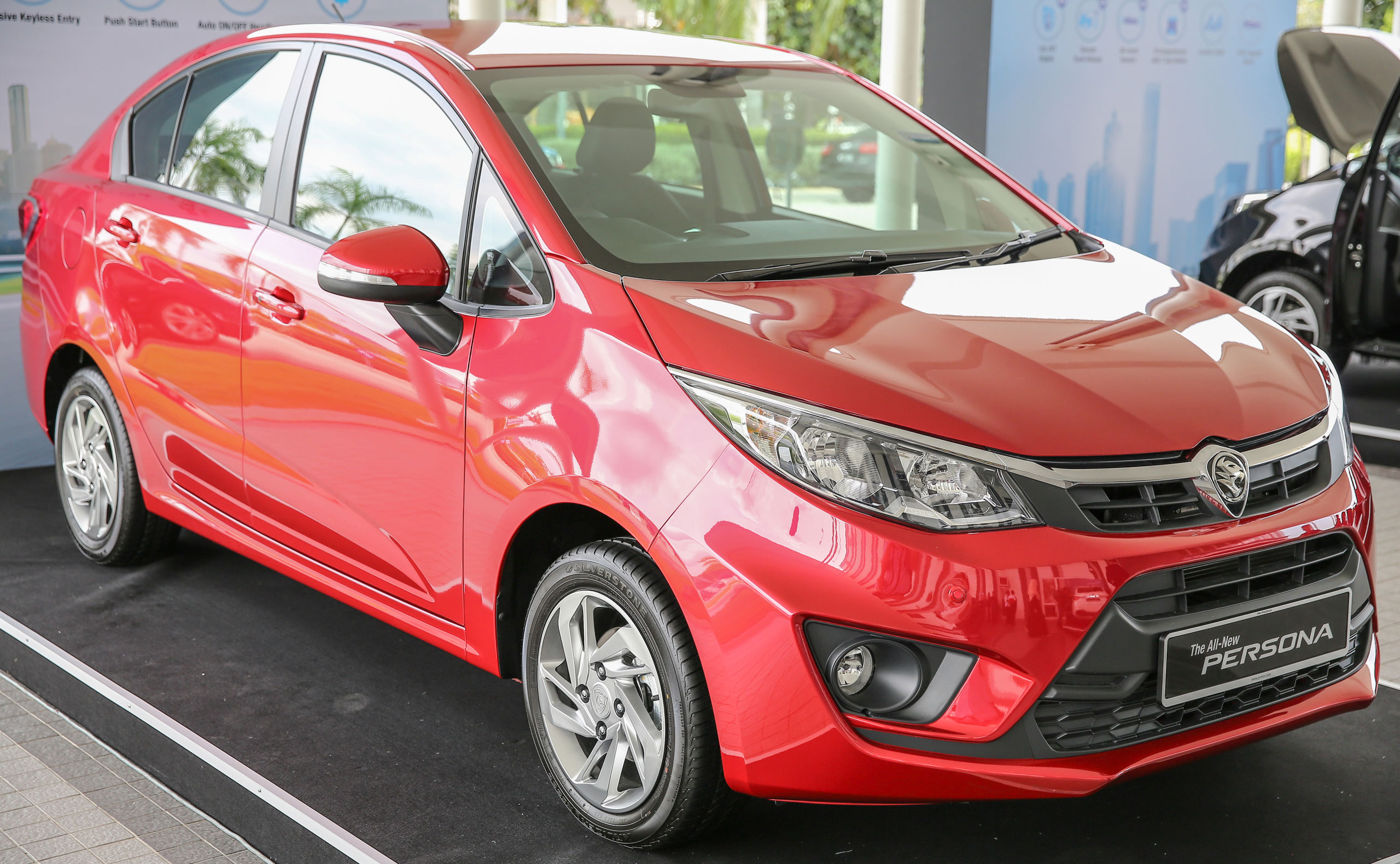
Proton Persona (BH)

Современная версия Proton Persona производится с августа 2016 года под индексом BH6 с вариатором и полностью переработанным дизайном. Оценка — на 5 звёзд ACEAN NCAP.
23 апреля 2019 и 5 августа 2021 года автомобиль Proton Persona (BH) прошёл рестайлинг.